# KNM Narvik

Le KNM Narvik (F 304) était une frégate de classe Oslo construite pour la marine royale norvégienne. Mis en service en 1964, elle a été mise hors service en 2007. Elle est désormais un navire musée visible à flot au Musée de la marine royale norvégienne à Horten.

## Historique
Narvik, comme les autres unités de cette classe, a été construite en Norvège. La frégate a fait partie de la Force de réaction permanente de l'OTAN et a subi une rénovation de son armement entre 1987-90. Elle a aussi participé à l'Opération Active Endeavour en mer Méditerranée.
Narvik fut la dernière frégate opérationnelle de classe Oslo avant leur remplacement par la classe Nansen.

## Navire musée
À l'été 2007, la frégate a accosté à Horten pour la dernière fois et a été convertie en navire musée. La Stiftelsen KNM Narvik (Fondation KNM Narvik) a repris la frégate en cadeau des forces armées lors d'une cérémonie solennelle à Karljohansvern le mardi 12 juin 2007. Le 30 novembre 2016, KNM «Narvik» est officiellement devenu un musée flottant visible au Musée de la marine royale norvégienne.

## Galerie

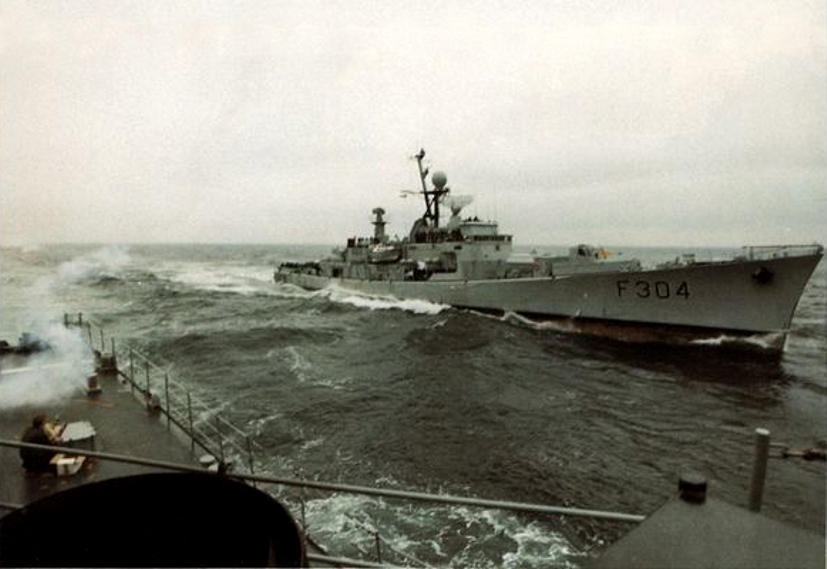
Narvik en 1983
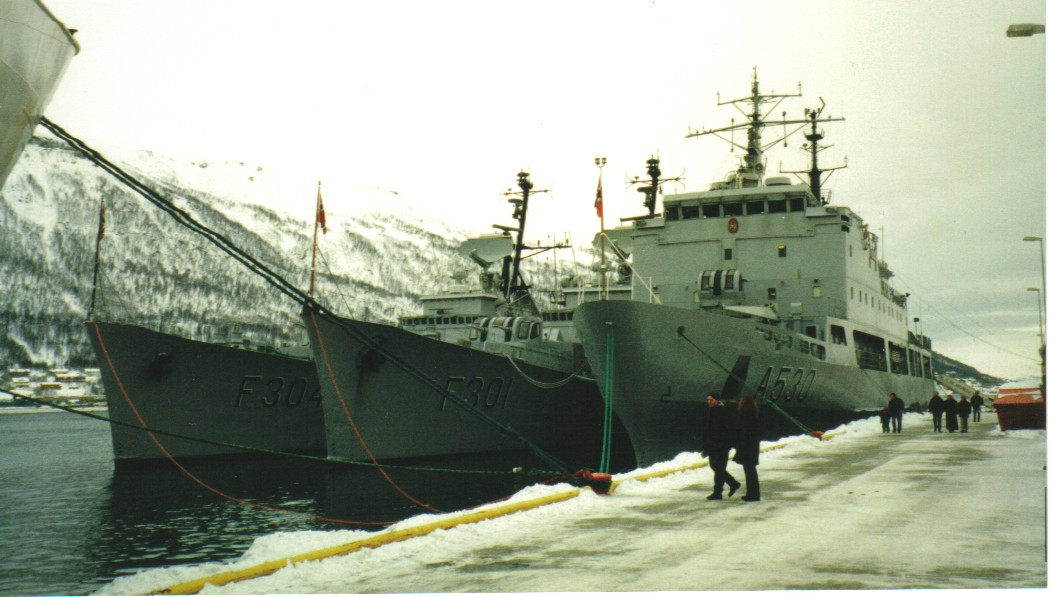
Bergen et Narvik à Horten (2001)